# Saint-Vérand (Isère)
Pour les articles homonymes, voir Saint-Vérand.
Saint-Vérand est une commune française située dans le département de l'Isère, en région Auvergne-Rhône-Alpes.
Historiquement rattachée à la province royale du Dauphiné, elle fait partie de la communauté de communes de Saint-Marcellin Vercors Isère Communauté. 
Ses habitants sont appelés les Saint-Vérannais.

## Géographie

### Situation et description
Village situé à égale distance entre Grenoble et Valence (environ 50 km), Saint-Vérand est entouré du massif du Chambaran au Nord et du massif du Vercors, au Sud. Le village fait partie du canton de Saint-Marcellin.
Saint-Vérand est également une des communes qui compose le territoire de la  communauté de communes de Saint-Marcellin Vercors Isère.

### Géologie
Le territoire de Saint-Vérand est partagé entre la vallée de l'Isère et les contreforts du plateau de Chamabaran.
S partie la plus basse repose essentiellement dans la plaine alluvionnaire de l'Isère dénommé Sud-Grésivaudan et la partie plus élevée correspond à la bordure orientale du plateau de Chambaran. Le bourg ancien se positionne dans un site légèrement en surélévation par rapport à la plaine alluvionnaire.
Quant au plateau de Chambaran, situé au nord du territoire, il s'agit d'un modeste ensemble de reliefs à l'aspect plutôt ondulé et constitué d'une base composée de molasse du miocène, recouverte en grande partie par un placage d'un terrain original.

### Climat
Pour des articles plus généraux, voir Climat d'Auvergne-Rhône-Alpes et Climat de l'Isère.
En 2010, le climat de la commune est de type climat océanique altéré, selon une étude du Centre national de la recherche scientifique s'appuyant sur une série de données couvrant la période 1971-2000. En 2020, Météo-France publie une typologie des climats de la France métropolitaine dans laquelle la commune est exposée à un climat de montagne ou de marges de montagne et est dans la région climatique  Alpes du nord, caractérisée par une pluviométrie annuelle de 1 200 à 1 500 mm, irrégulièrement répartie en été. 
Pour la période 1971-2000, la température annuelle moyenne est de 11,6 °C, avec une amplitude thermique annuelle de 17,6 °C. Le cumul annuel moyen de précipitations est de 993 mm, avec 9,4 jours de précipitations en janvier et 6,3 jours en juillet. Pour la période 1991-2020, la température moyenne annuelle observée sur la station météorologique de Météo-France la plus proche, « Chatte_sapc », sur la commune de Chatte à 5 km à vol d'oiseau, est de 12,0 °C et le cumul annuel moyen de précipitations est de 967,8 mm,. Pour l'avenir, les paramètres climatiques de la commune estimés pour 2050 selon différents scénarios d'émission de gaz à effet de serre sont consultables sur un site dédié publié par Météo-France en novembre 2022.

### Voies de communication et transport
La gare ferroviaire la plus proche est la gare de Saint-Marcellin, desservie par les trains TER Auvergne-Rhône-Alpes.

## Urbanisme

### Typologie
Au 1er janvier 2024, Saint-Vérand est catégorisée petite ville, selon la nouvelle grille communale de densité à sept niveaux définie par l'Insee en 2022.
Elle appartient à l'unité urbaine de Saint-Marcellin, une agglomération intra-départementale regroupant huit  communes, dont elle est une commune de la banlieue,,. Par ailleurs la commune fait partie de l'aire d'attraction de Grenoble, dont elle est une commune de la couronne,. Cette aire, qui regroupe 204 communes, est catégorisée dans les aires de 700 000 habitants ou plus (hors Paris),.

### Occupation des sols
L'occupation des sols de la commune, telle qu'elle ressort de la base de données européenne d’occupation biophysique des sols Corine Land Cover (CLC), est marquée par l'importance des territoires agricoles (64,1 % en 2018), en diminution par rapport à 1990 (65,1 %). La répartition détaillée en 2018 est la suivante : 
forêts (31,1 %), zones agricoles hétérogènes (30 %), terres arables (19,6 %), prairies (14,5 %), zones urbanisées (4,8 %). L'évolution de l’occupation des sols de la commune et de ses infrastructures peut être observée sur les différentes représentations cartographiques du territoire : la carte de Cassini (XVIIIe siècle), la carte d'état-major (1820-1866) et les cartes ou photos aériennes de l'IGN pour la période actuelle (1950 à aujourd'hui).

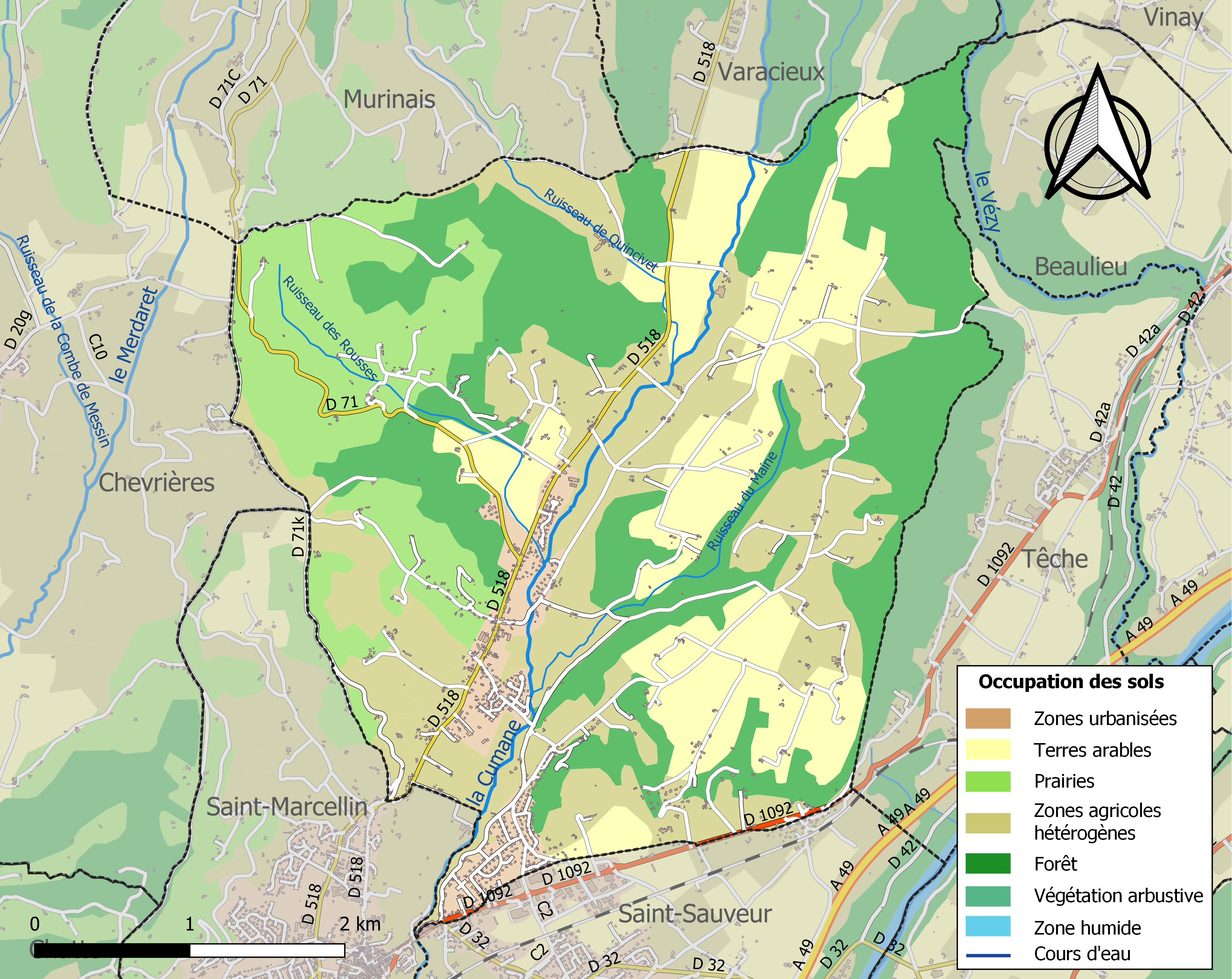
Carte des infrastructures et de l'occupation des sols de la commune en 2018 (CLC).

### Hameaux lieux-dits et écarts
Dans sa partie Ouest, la Commune de Saint Verand présente deux plateaux "Les Rollands" et les "Rossat". Le plateau de Rossat est classé Zone Verte agricole et non constructible. Un lieu dit de Rossat est la Cublerie, un terme unique en France. Il ne reste que quelques pierres de la maison d'origine. Etymologiquement Cublerie, désigne un endroit ou s'accumulait les glands de chene au pied d'une pente.

### Risques naturels et technologiques

#### Risques sismiques
L'ensemble du territoire de la commune de Saint-Vérand est située en zone de sismicité n°4 (sur une échelle de 1 à 5), en limite de a zone n°3 (modérée) situé à l'ouest de son territoire.
| Type de zone | Niveau            | Définitions (bâtiment à risque normal) |
| ------------ | ----------------- | -------------------------------------- |
| Zone 4       | Sismicité moyenne | accélération = 1,6 m/s2                |

## Histoire
La commune était réputée pour ses noyers, et pour être le village dans lequel vécut Paul Berret, spécialiste de Victor Hugo et chantre du Dauphiné. Entre 1790 et 1794, Saint-Vérand absorbe la commune éphémère de Quincivet.

## Politique et administration
| Période                                  | Période   | Identité               | Étiquette | Qualité                    |
| ---------------------------------------- | --------- | ---------------------- | --------- | -------------------------- |
| maire en 1978                            | ?         | René Chauvin           | DVD       | Charpentier                |
| mars 1991                                | mars 2008 | Marie-Thérèse Dubreuil |           | Professeur des écoles      |
| mars 2008                                | 2020      | Bernard Eyssard        | PS        | Retraité de l'enseignement |
| 2020                                     | En cours  | Dominique Uni          |           |                            |
| Les données manquantes sont à compléter. |           |                        |           |                            |

## Population et société

### Démographie
L'évolution du nombre d'habitants est connue à travers les recensements de la population effectués dans la commune depuis 1793. Pour les communes de moins de 10 000 habitants, une enquête de recensement portant sur toute la population est réalisée tous les cinq ans, les populations de référence des années intermédiaires étant quant à elles estimées par interpolation ou extrapolation. Pour la commune, le premier recensement exhaustif entrant dans le cadre du nouveau dispositif a été réalisé en 2008.

En 2022, la commune comptait 1 723 habitants, en évolution de −0,12 % par rapport à 2016 (Isère : +3,07 %, France hors Mayotte : +2,11 %).
| 1793 | 1800 | 1806 | 1821 | 1831  | 1836  | 1841  | 1846  | 1851  |
| ---- | ---- | ---- | ---- | ----- | ----- | ----- | ----- | ----- |
| 836  | 794  | 945  | 902  | 1 041 | 1 094 | 1 110 | 1 163 | 1 183 |

| 1856  | 1861  | 1866  | 1872  | 1876  | 1881 | 1886 | 1891 | 1896 |
| ----- | ----- | ----- | ----- | ----- | ---- | ---- | ---- | ---- |
| 1 102 | 1 062 | 1 070 | 1 064 | 1 044 | 992  | 981  | 955  | 958  |

| 1901 | 1906 | 1911 | 1921 | 1926 | 1931 | 1936 | 1946 | 1954 |
| ---- | ---- | ---- | ---- | ---- | ---- | ---- | ---- | ---- |
| 933  | 900  | 874  | 803  | 835  | 848  | 816  | 860  | 848  |

| 1962 | 1968 | 1975  | 1982  | 1990  | 1999  | 2006  | 2008  | 2013  |
| ---- | ---- | ----- | ----- | ----- | ----- | ----- | ----- | ----- |
| 886  | 839  | 1 044 | 1 251 | 1 348 | 1 441 | 1 730 | 1 812 | 1 744 |

| 2018  | 2022  | - | - | - | - | - | - | - |
| ----- | ----- | - | - | - | - | - | - | - |
| 1 716 | 1 723 | - | - | - | - | - | - | - |

### Enseignement
La commune est rattachée à l'académie de Grenoble.

### Médias
Historiquement, le quotidien à grand tirage Le Dauphiné libéré consacre, chaque jour, y compris le dimanche, dans son édition du Sud Grésivaudan, un ou plusieurs articles à l'actualité de la communauté de communes, du canton, ainsi que des informations sur les éventuelles manifestations locales, les travaux routiers, et autres événements divers à caractère local.
La commune est située sur l'aire de diffusion de la radio Ici Isère, une radio publique qui émet sur tout le territoire du département de l'Isère.

### Cultes
La communauté catholique et l'église de Saint-Vérand (propriété de la commune) dépendent de la paroisse Saint-Luc de Grésivaudan qui, est elle-même rattachée au diocèse de Grenoble-Vienne.

## Culture locale et patrimoine

### Lieux et monuments

#### Château de Quincivet
Maison forte du XVe siècle, fait l'objet d'une inscription partielle au titre des monuments historiques par arrêté du 28 avril 1980 : les façades, les toitures, l'escalier à vis, la cheminée de la grande salle du premier étage seuls sont protégés.

#### Autres monuments
- Vestiges de la maison forte de Bourchenu

Les seigneurs de Brocheni sont cités depuis le XIIIe siècle.
- Église paroissiale Saint-Véran de Saint-Vérand
- Monument aux morts communal

### Personnalités liées à la commune
- Jacques Aymar-Vernay, né à Saint Vérand en 1657, célèbre sourcier lyonnais.

### Héraldique et logotype

Logotype de la commune

|  | Saint-Vérand (Isère) possède des armoiries dont l'origine et le blasonnement exact ne sont pas disponibles. |